# Boceprevir
Boceprevir (INN, tržno ime Victrelis) je zaviralec proteaze, ki se uporablja za zdravljenje kronične okužbe z virusom hepatitisa C genotipa 1. Ameriški Urad za hrano in zdravila je boceprevir odobril 13. maja 2011, Evropska agencija za zdravila (EMA) pa 18. julija 2011. Gre za prvo t. i. neposredno delujočo protivirusno učinkovino za zdravljenje kroničnega hepatitisa C, ki je pridobilo dovoljenje za promet.

## Mehanizem delovanja
Boceprevir je zaviralec proteaze NS3 virusa hepatitisa C. Boceprevir se z α-ketoamidno funkcionalno skupino kovalentno, vendar reverzibilno veže na serin (Ser139) v aktivno mesto proteaze NS3 in tako zavre razmnoževanje virusov v gostiteljskih celicah, okuženih s HCV.

## Indikacije
Boceprevir se uporablja za zdravljenje odraslih s kroničnim hepatitisom C genotipa 1 v kombinaciji z dvema drugima 
zdraviloma, peginterferonom alfa in ribavirinom. Zdravilo se uporablja pri bolnikih s kompenzirano boleznijo jeter (jetra so poškodovana, vendar še vedno lahko normalno delujejo), ki še niso bili zdravljeni ali pri katerih predhodno zdravljenje ni bilo uspešno.

## Odmerjanje
Boceprevir je treba uporabiti v kombinaciji s peginterferonom alfa in ribavirinom. Priporočeni odmerek boceprevirja je 800 mg peroralno trikrat na dan s hrano (obrok ali lahek prigrizek). Trajanje zdravljenja je odvisno od virološkega odziva. Če po 8. tednu zdravljenja v bolnikovi krvi ni več zaznavne virusne RNK, zdravljenje skupno traja 24 tednov, če pa je po 8. tednu RNK še vedno zaznavna, pa 48 tednov. Pri 24-tedenskem zdravljenju se prve 4 tedne dajeta peginterferon alfa in ribavirin, nato do zaključka ob koncu 28. tedna vsa tri zdravila (peginterferon alfa + ribavirin + boceprevir). Pri 48-tedenskem zdravljenju se prve 4 tedne prav tako uporabljata le peginterferon alfa in ribavirin, nato do konca 36. tedna vsa tri zdravila, od 36. tedna do zaključka ob koncu 48. tedna pa ponovno le peginterferon alfa in ribavirin.

## Neželeni učinki
O resnih neželenih učinkih (vključno s slabokrvnostjo in nevtropenijo) so poročali pri 11 % bolnikov, ki so prejemali kombinirano zdravljenje, v primerjavi z 8 % pri bolnikih, ki so prejemali le peginterferon alfa in ribavirin. Najpogosteje, in sicer pri več kot 35 % bolnikov, so poročali o utrujenosti, slabokrvnosti, slabosti, glavobolu in izgubi okusa. Zaradi neželenih učinkov so zdravljenje prekinili pri 13 % bolnikov, ki so prejemali kombinirano zdravljenje (v skupini, ki je prejemala samo peginterferon alfa in ribavirin, pa v 12 % primerov). Najpogosteje so zdravljenje prekinili zaradi slabokrvnosti in utrujenosti.